# 道の駅あなみず
道の駅あなみず（みちのえきあなみず）は、石川県鳳珠郡穴水町字大町にある石川県道113号穴水港穴水停車場線の道の駅である。のと鉄道七尾線の穴水駅に併設されている。

## 施設
- 駐車場
  - 普通車：64台[7]
  - 大型車：6台[7]
  - 身障者用：3台[7]
- トイレ 27器（身障者用2器）
- 穴水町物産館 四季彩々（9:00 - 17:30）[7][8]

## 周辺の施設
- さわやか交流館プルート（9:00 - 17:45）[7][2]
  - 穴水町立図書館[1][9]
  - 穴水町立穴水公民館
  - 地域情報ギャラリー

## 定休日
- 穴水町物産館 四季彩々：年中無休[7]
- さわやか交流館プルート：毎週月曜日（祝日は開館）・年末年始[7]

## アクセス
- 石川県道113号穴水港穴水停車場線 - 登録路線[1]
- のと里山海道・能越自動車道 穴水ICより約5分。
- のと鉄道穴水駅に併設。

## 周辺
- 国道249号
- 穴水町役場